# Ziegleria
Ziegleria là một chi bướm ngày thuộc họ Lycaenidae.